# Chiesa del Castello di Tocchi
La chiesa del Castello di Tocchi è un edificio sacro che si trova a Tocchi, nel territorio comunale di Monticiano (SI).

## Descrizione
La piccola chiesa non lascia supporre dall'aspetto modesto dell'esterno la bella decorazione pittorica che la arricchisce all'interno. Nella lunetta sopra l'altar maggiore è raffigurata la Madonna col Bambino tra Santa Lucia e un Santo re; a fianco del gruppo centrale sono raffigurati San Rocco a sinistra e Sant'Antonio Abate a destra. Sebbene alterate dagli interventi di restauro, le pitture rivelano una notevole qualità compositiva che rimanda alla produzione senese di fine Cinquecento. Due lapidi testimoniano due eventi: una ricorda la terribile pestilenza che invase le campagne toscane intorno al 1630 e che lasciò indenni gli abitanti di Tocchi; l'altra attesta il restauro dell'edificio effettuato nel 1858.